# 危機倒數
是一部於2008年上映的美國戰爭電影，為凱薩琳·畢格羅執導，编剧马克·鲍尔于2004年以战地记者身份在伊拉克战场上的见闻所创作。以及由傑瑞米·雷納、安東尼·麥基及布萊恩·格拉格提等擔任演出。電影的劇情背景為美伊戰爭，描述美國陸軍拆彈部隊的成員。
電影在2010年的第82届奧斯卡金像獎中獲六項大獎，包括最佳電影、最佳導演及最佳原著劇本；導演凱薩琳·畢格羅亦因此片成為首位奪得奧斯卡最佳導演獎的女導演。

## 劇情
在伊拉克战争的第二年，美国陆军B连的一个爆炸物处理小组试图使用机器人识别并销毁一枚简易爆炸装置（IED），但装载引爆装置的推车损坏了。小组长马修·汤普森中士亲自上前放置炸药，却被一名伊拉克武装分子用手机引爆炸弹当场炸死。小组成员欧文·埃尔德里奇因未能击毙那名持手机的男子而感到内疚。
威廉·詹姆斯中士接替了汤普森的职位。他经常与JT·桑伯恩中士发生冲突，因为他喜欢手动拆除炸弹且不与队友沟通计划。例如，他曾用烟雾弹遮挡桑伯恩的视线，独自接近一枚IED，并在一名伊拉克武装分子试图用9伏电池引爆炸弹的最后一刻成功拆除。在另一次事件中，詹姆斯坚持拆除一个复杂的汽车炸弹，尽管桑伯恩抗议任务耗时过长。詹姆斯不理会，摘下耳机并用挑衅手势回应桑伯恩。桑伯恩对此非常不满，甚至在销毁未使用弹药时开玩笑提议是否应该“炸死”詹姆斯。
返回基地的路上，小组遇到了一辆SUV和几名身穿伊拉克服装的武装人员。经过紧张对峙后，詹姆斯得知他们是友军——英国私人军事承包商（PMC）。在更换SUV轮胎时，小组遭遇狙击手伏击，三名承包商被杀。詹姆斯和桑伯恩接管反击任务，击毙了三名武装分子，埃尔德里奇则击毙了试图从侧翼偷袭的第四人。
在一次突袭仓库的任务中，詹姆斯发现了一具“人体炸弹”，尸体是一名被绑上炸药的男孩，他认为这是贝克汉姆，一个常在基地外卖DVD并踢足球的伊拉克男孩。在随后的撤离行动中，基地心理医生兼埃尔德里奇的辅导员约翰·剑桥上校在一次爆炸中丧生，这使得埃尔德里奇进一步受到创伤。
詹姆斯擅自离开基地，挟持了一名与贝克汉姆关系密切的男子，逼迫他带自己去贝克汉姆的家。但詹姆斯发现自己被带到了一个毫无关联的伊拉克教授家中，只能逃离。
在处理一起油罐车爆炸事件时，詹姆斯决定追捕附近的武装分子。尽管桑伯恩抗议，詹姆斯仍坚持单独行动，桑伯恩和埃尔德里奇被迫跟随。在分头行动中，埃尔德里奇被武装分子俘虏。詹姆斯和桑伯恩成功将他救出，但埃尔德里奇腿部中弹。次日清晨，詹姆斯在基地外再次看到贝克汉姆活得好好的，但他默默走开，没有回应。埃尔德里奇在被直升机送去接受手术前，愤怒地指责詹姆斯的鲁莽导致自己受伤。
在部署结束前一天，小组被派去处理一名被绑上炸药的自杀式袭击者。詹姆斯尝试剪断锁链，但未能在计时器到期前成功，小组被迫撤离，将那名男子遗弃。桑伯恩因濒临死亡的经历而深受打击，他向詹姆斯坦言，除了父母，没人会为他的死感到伤心。他表达了退役的愿望，希望离开战场回家生一个孩子。
部署结束后，詹姆斯回到美国，与前妻康妮和他们的婴儿团聚。然而，他发现自己无法适应平凡的家庭生活。他向儿子坦言，自己唯一热爱的事情只有一件：拆弹。最终，他决定再次返回战场，与D连开始新一轮为期一年的服役。

## 角色
- 傑瑞米·雷納 飾演 威爾·詹姆斯（William James）军士长
- 安東尼·麥基 飾演 J·T·山彭（J. T. Sanborn）中士
- 布萊恩·格拉格提 飾演  歐文·艾瑞奇（Owen Eldridge）专业军士
- 盖·皮尔斯 飾演 馬修·湯普森（Matthew Thompson）上士
- 克里斯提安·卡瑪戈（英语：Christian Camargo） 飾演 約翰·坎布里奇（John Cambridge）中校
- 大衛·摩斯 飾演 瑞德（Reed）上校
- 雷夫·范恩斯 飾演 PMC小队队长
- 伊万杰琳·莉莉 飾演 康妮·詹姆斯（Connie James）
- 克里斯托佛·萨伊 飾演 貝克漢（Beckham）
- 馬爾康·巴雷特（英语：Malcolm Barrett (actor)） 飾演 福斯特（Foster）中士
- 山姆·斯普魯爾 飾演 查理（Charlie），PMC小队队员
- 苏海尔·达巴赫 飾演 被迫穿着炸弹背心的男子

## 反響

### 評價
《危機倒數》收穫了普遍影評人的好評。根據爛蕃茄上收集的256篇專業影評文章，其中250篇給出了「新鮮」的正面評價，「新鮮度」為98%，平均得分8.5分（滿分10分），而基於另一影評網站Metacritic上的35篇評論文章，其中34篇予以好評，0篇差評，1篇褒貶不一，平均分為94（滿分100）。

## 榮譽
電影在第82屆奧斯卡金像獎中獲得了9項提名，並贏得其中6項：最佳影片、最佳導演、最佳原創劇本、最佳音效剪輯、最佳混音和最佳影片剪輯。而最佳男主角敗給《瘋狂的心》，最佳原創配樂由《天外奇蹟》獲得，最佳攝影則輸給《阿凡達》，且導演凱薩琳·畢格羅成為第一個榮獲最佳導演獎的女性導演。
- 第82届奧斯卡金像獎
- 获奖
  - 最佳影片：凱薩琳·畢格羅、馬克·鮑爾、尼古拉斯·夏提爾（英语：Nicolas Chartier）及格雷格·夏皮羅
  - 最佳導演：嘉芙蓮·碧嘉露
  - 最佳原著劇本：馬克·鮑爾
  - 最佳音效剪輯：保羅·N·J·奧托森（英语：Paul N. J. Ottosson）
  - 最佳剪輯：克里斯·英尼斯（英语：Chris Innis）及鮑勃·穆拉維斯基（英语：Bob Murawski）
  - 最佳混音：保羅·N·J·奧托森及雷·貝克特
- 提名
  - 最佳男主角：傑瑞米·雷納
  - 最佳摄影：巴瑞·艾克洛德（英语：Barry Ackroyd）
  - 最佳配乐：馬可·貝爾特拉米及巴克·桑德斯

- 第63届英国电影学院奖（英语：63rd British Academy Film Awards）
- 获奖
  - 最佳影片
  - 最佳导演：凱薩琳·畢格羅
  - 最佳原创剧本：馬克·鮑爾
  - 最佳摄影：巴瑞·艾克洛德
  - 最佳剪辑：克里斯·英尼斯及鮑勃·穆拉維斯基
  - 最佳音效：保羅·N·J·奧托森及雷·貝克特
- 提名
  - 最佳男主角：傑瑞米·雷納
  - 最佳视觉特效：理查德·斯塔茨門

- 第67届金球奖[10]
- 提名
  - 最佳剧情片
  - 最佳导演：凱薩琳·畢格羅
  - 最佳编剧

## 外部連結
- 官方网站
- 開眼電影網上《危機倒數》的資料（繁體中文）
- 豆瓣电影上《拆弹部队》的資料 （简体中文）
- 时光网上《拆弹部队》的資料（简体中文）
- AllMovie上《拆彈雄心》的资料（英文）
- 爛番茄上《拆彈雄心》的資料（英文）
- Box Office Mojo上《拆彈雄心》的資料（英文）
- TCM电影资料库上《拆彈雄心》的资料（英文）
- Metacritic上《拆彈雄心》的資料（英文）
- 互联网电影数据库（IMDb）上《拆彈雄心》的资料（英文）